# El pulso
El pulso era un informativo televisivo chileno emitido por Canal 2 Rock & Pop entre el 16 de agosto de 1995 y el 1 de diciembre de 1999. Era emitido de lunes a domingo a las 21:00 (hora local), y en cada edición se revisaba el acontecer nacional e internacional preparado por el Departamento de Prensa de Canal 2 Rock & Pop. En el informativo también se incluían entrevistas a personas del acontecer político y social.
Durante el período en que fue emitido El Pulso, el informativo competía con los noticieros centrales de otros canales: 24 Horas de TVN, Teletrece de Canal 13, Meganoticias de Megavisión, Mundovisión Central y Chilevisión noticias de Chilevisión y Punto Central, Hechos y Telediario de La Red.

## Presentadores
El Pulso tuvo 8 presentadores durante su emisión:
- Consuelo Saavedra (que luego sería conductora del noticiero central 24 Horas Central de TVN).[1]
- Alejandra Parada Escribano.
- Juan Manuel Astorga (posteriormente se convertiría en el presentador de Meganoticias en julio de 2000).
- Maritxu Sangroniz (se fue a Megavisión en septiembre de 1997 para la conducción de Seamos Concretos y el noticiero de medianoche Hora Cero).[1]
- Margarita Hantke (antes del cierre de Canal 2 ingresó a TVN a presentar Medianoche en septiembre de 1999).[2]
- Soledad Onetto (posteriormente se traslada a Megavisión en 2001 para presentar Cara y Sello y en octubre de 2002 a Canal 13).[2]
- Pablo Véliz[2]

## Producción
Los editores de El Pulso fueron Consuelo Saavedra, Marcelo Saavedra, Loreto Contreras, entre otros.

## El cierre
Fue el penúltimo programa que transmitió Canal 2 antes que terminara sus transmisiones, el 1 de diciembre de 1999. En su edición de medianoche, el presentador del informativo, el periodista Pablo Véliz, da como última información, el alza de las bencinas durante la semana, para luego mostrar en cámara una hoja pautada del noticiero que decía en su última parte lo siguiente:

Eso es todo en informaciones, que tenga un buen despertar... de seguro nosotros no lo tendremos.

Pero el conductor, el periodista Pablo Véliz, cambia la frase por:

Es todo en informaciones nos vemos mañana sí Dios quiere. Buenas noches.
Pablo Véliz

Esto contrastaba con el clima de tensión que existía en el interior del canal, al saber que la estación cesaría sus transmisiones para siempre. Luego de dichas estas últimas palabras, el canal dejó de existir. Desde ese momento se decreta la muerte definitiva de Canal 2, luego de 6 años.

## Videos
- Última Presentación del Pulso
- Fragmento 1996
- Fragmento 1998